# بوناونتورا کاوالیری
بوناونتورا فرانچسکو کاوالیری (به ایتالیایی: Bonaventura Francesco Cavalieri ; لاتین: Cavalerius؛ ۱۵۹۸–۳۰ نوامبر ۱۶۴۷) ریاضیدانی نام‌دار و یکی از پیروان فرقه مسیحیت یسوعی سده ۱۷ میلادی در ایتالیا بود. او برای کارش روی مسائل اپتیک و حرکت، ایجاد اصل کاوالیری، پیشبرد حساب دیفرانسیل و انتگرال و معرفی لگاریتم به ایتالیا شهرت دارد. اصل کاوالیری در هندسه تا حدی پیش‌درآمدی برای حساب انتگرال بشمار می‌رود.
بوناونتورا کاوالیری اهل دوک‌نشین میلان، از همان سال‌های نخستین به ریاضیات علاقه‌مند بود، و به ظاهر با تأثیر از گالیله، روش «غیرقابل تقسیم‌ها» را در هندسه به وجود آورد که در اثر بزرگ او در سال ۱۶۳۵، با عنوان «هندسه، با طرح تازه‌ای بر اساس غیرقابل تقسیم‌های پیوسته»، به شهرت رسید.

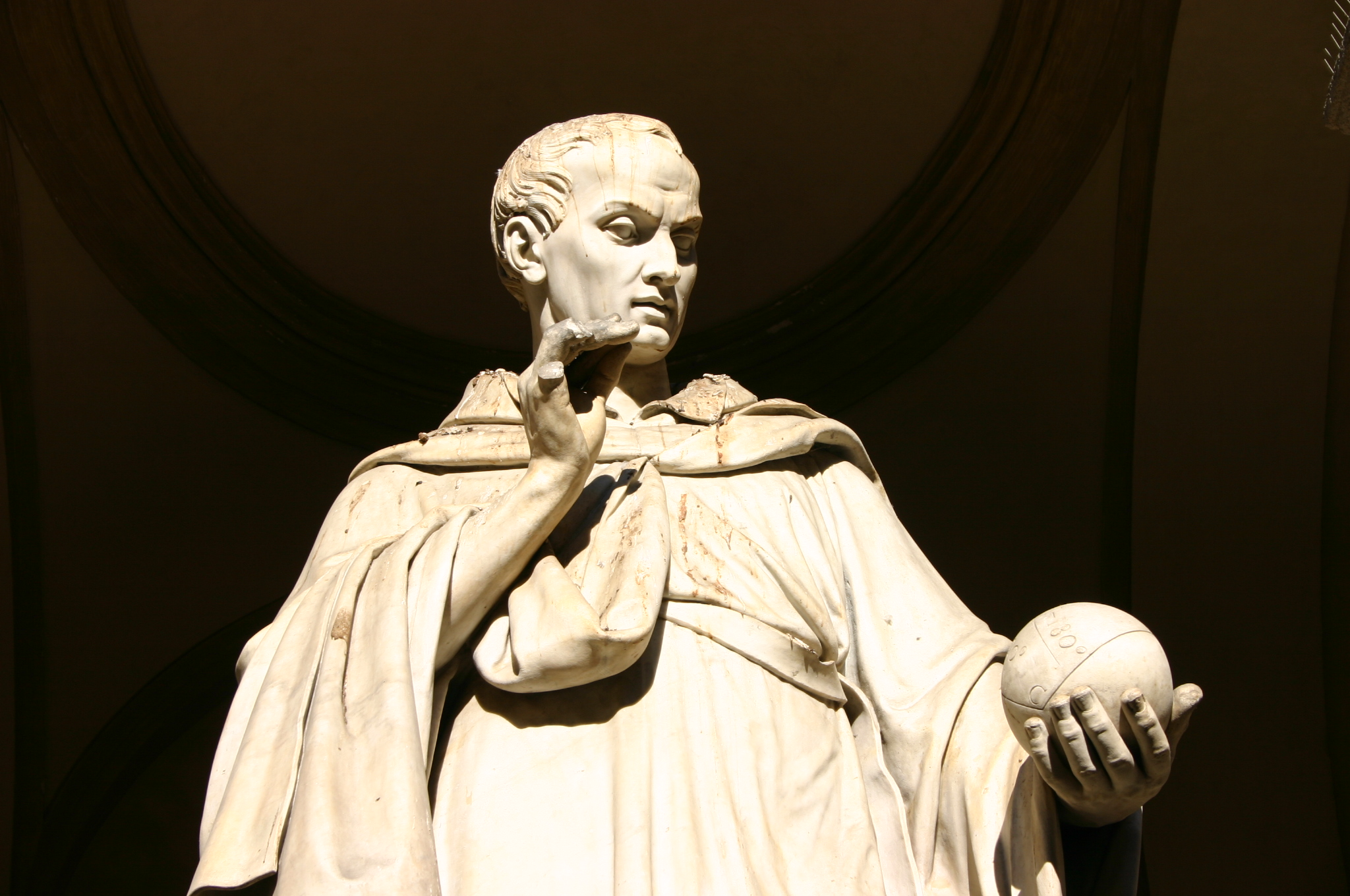
بنای یادبود کاوایری اثر جیووانی آنتونیو لابوس، میلان، ۱۸۴۴